# Абдельфатах, Мохамед
Мохамед Абдельфатах (араб. محمد عبد الفتاح‎; 4 февраля 1978, Суэц, Египет) — египетский борец греко-римского стиля, участник трёх летних Олимпийских игр, чемпион мира 2006 года, многократный чемпион Африки, трёхкратный победитель Средиземноморских игр, двукратный чемпион Всеафриканских игр, трёхкратный чемпион панарабских игр, победитель этапов Кубка мира и Гран-при, серебряный призёр юношеского чемпионата мира.

## Спортивная биография
Мохамед Абдельфатах родился 4 февраля 1978 года в городе Суэц. Его отец был тренером одной из местных футбольных команд. Заниматься борьбой Абдельфатах начал с 6 лет в клубе El-Simad Club. С 19 лет Абдельфатах стал побеждать на крупных международных соревнованиях. Первую значимую победу египтянин добыл на Панарабских играх. В 1998 году Мохамед впервые стал чемпионом Африки в категории до 76 кг, а также завоевал серебро юниорского чемпионата мира, уступив в финале борцу из Узбекистана Юрию Витту. В 1999 году ему удалось выиграть золото Всеафриканских игр, причём Абдельфатах выиграл не только соревнования по Греко-римской борьбе, но также стал чемпионом и в вольной борьбе в категории до 85 кг.
В 2000 году Мохамед Абдельфатах дебютировал на летних Олимпийских играх в Сиднее. Египетский борец принял участие в соревнованиях в категории до 84 кг. На групповом этапе Абдельфатах победил американца Квинси Кларка и уступил кубинцу Луису Энрике Мендесу. Это поражение не позволило Мохамеду продолжить борьбу за медали и в результате он занял итоговое 8-е место. В 2002 году египтянин завоевал свою первую медаль на чемпионатах мира. На мировом первенстве в Москве Абдельфатах сумел выиграть бронзовую медаль в категории до 84 кг.
На летних Олимпийских играх 2004 года в Афинах Абдельфатах рассматривался в качестве одного из фаворитов в соревнованиях в категории до 84 кг. На групповом этапе египетский борец уверенно победил американца Брэда Веринга и грузина Мухрана Вахтангадзе, но в четвертьфинале в упорной борьбе Мохамед уступил белорусу Вячеславу Макаренко. После окончания боя Абдельфатах подал протест на его результат, но он был отклонён, а самого Мохамеда дисквалифицировали. Чемпионат мира 2006 года стал самым успешным в карьере египтянина. Абдельфатах уверенно дошёл до финала соревнований, где победил турка Назми Авлуджа и впервые в карьере стал чемпионом мира. Из-за травмы колена Абдельфатах вынужден был пропустить большой промежуток времени, что не позволило ему выступить на летних Олимпийских играх 2008 года в Пекине, хотя и пробовал выступить на квалификационных соревнованиях, но травма не позволяла ему показывать хороший результат. В 2011 году на чемпионате мира в Стамбуле Абдельфатах занял 5-е место, что позволило ему завоевать путёвку на летние Олимпийские игры.
В 2012 году Абдельфатах выступил на своих третьих Олимпийских играх. В Лондоне египетский борец соревновался в категории до 96 кг. Выступление на Играх получилось для Абдельфатаха очень неудачным. В квалификационном раунде Мохамед в трёх раундах уступил белорусу Тимофею Дейниченко.